# Grupa 92
Grupa 92 je slovenski sastav iz Ljubljane. 
Djelovao je pet godina od kraja 1970-ih i početkom 1980-ih i promijenio je nekoliko stilova. Krajem 1970-ih bio je jedan od najboljih novovalnih sastava. Začetci su bili oštro punkerski, zatim su se okrenuli novom valu a na kraju su bili novoromantici. Najbolji su im uradci iz doba novog vala. Iz toga je razdoblja njihova pjesma Od šestih do dveh koja je jedna od najvećih hitova slovenskog punka.
Pjesme Videti jih i Kontroliram misli nalaze se na kompilaciji ZKP RTVLJ Novi Punk Val iz 1981. godine.

## Vanjske poveznice
E-arhiv Produkcija: FV Video / Å kuc - Forum, 1983
Dokument živahnega subkulturnega dogajanja v Disku FV, zbirališču ljubljanske alternativne scene in prizorišču nastopov najbolj udarnih bendov tistega časa. Predstavljeni so bendi: O!Kult, Grč, Titanic, Via ofenziva, Gastarbajter's, Marcus 5, Borghesia, Otroci socializma, Čao pičke, Videosex in Gustaf i njegovi dobri duhovi.